# Denise Pascal
Denise Simone Pascal Allende (Santiago, 19 de julio de 1940) es una politóloga, diseñadora paisajista y política chilena, militante del Partido Socialista (PS).
Fue diputada por el distrito 31 de la Región Metropolitana de Santiago durante tres periodos consecutivos; entre 2006 y 2018. Es sobrina de Salvador Allende e hija de Laura Allende Gossens.

## Familia
Hija de Gastón Pascal Lyon y Laura Allende Gossens, hermana de Salvador Allende, es por tanto descendiente directa de la familia Allende. Además, es hermana del exdirector del Movimiento de Izquierda Revolucionaria Andrés Pascal Allende.
Estuvo casada con Jorge Chadwick Vergara, miembro de la familia Chadwick. Ambos se separaron en 1992, pero tuvieron dos hijos: Alejandra y Jorge Chadwick Pascal.
En un segundo matrimonio de casó con Giorgio Raúl Solimano Cantuarias.

## Vida política
Entre 1970 y 1973 fue responsable del Plan de Consultorios Periféricos de la Sociedad Constructora de Establecimientos Hospitalarios. En 1973 salió al exilio en México, cumpliendo diferentes responsabilidades en la organización partidaria. Entre 1973 y 1977 también fue Jefa del Departamento de Promoción Social del Fideicomiso Cd. Lázaro Cárdenas, en la Ciudad de México, y en 1977 pasó a ser responsable de la relación de comunidades con los planes de recuperación de las áreas degradadas de la Subsecretaría de Desarrollo Forestal de México.
Entre 1979 y 1984 estudió ciencias políticas en La Habana, Cuba, y en 1985 pasó a ser Analista de proyectos de equipamiento comunitario para el Proyecto BID, SVOA-PNUD en Buenos Aires, Argentina. En 1989 regresó clandestinamente a Chile. Ese mismo año fue nombrada vicepresidenta y luego presidenta provincial del Partido Amplio de Izquierda Socialista (PAIS).
En 1991 participó en la legalización del Partido Socialista de Chile (PS). Entre 1992 y 1998 fue miembro del Comité Central, Secretaria Electoral y miembro de la Comisión Política del PS. El año 2003 fue elegida vicepresidenta de la Mujer y miembro del Ejecutivo del PS y desde el 2005 a la fecha es Miembro del Comité Central de dicho partido. Dentro de actividad política se destaca que de 1994 al 2000 fue gobernadora de la provincia de Melipilla, Región Metropolitana, y entre el 2000 y el 2005 fue Jefa del Proyecto Hacienda Los Cobres de Loncha, en la comuna de Alhué, de la Gerencia Corporativa de Desarrollo Sustentable de CODELCO.

### Diputada

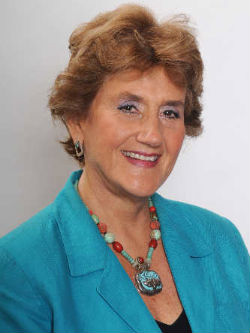
Fotografía oficial de Pascal Allende como diputada el 11 de marzo de 2010.

En diciembre de 2005 fue elegida diputada por el distrito N.º 31, que correspondió a las comunas de Talagante, Peñaflor, El Monte, Isla de Maipo, María Pinto, Curacaví, Alhué, San Pedro y Padre Hurtado, por el período 2006-2010.
Integró las comisiones permanentes de Derechos Humanos, Nacionalidad y Ciudadanía; y de Recursos Naturales, Bienes Nacionales y Medio Ambiente. Así como también, la de Gobierno Interior, Regionalización, Planificación y Desarrollo Social; y de Micro, Pequeña y Mediana Empresa.
También, participó en la Comisión Investigadora de Chiledeportes y en las comisiones especiales de la Pequeña y Mediana Empresa (PYME), y de Deportes.
En diciembre de 2009, fue reelecta por el mismo distrito N.º 31, por el período legislativo 2010-2014. Fue integrante de las comisiones permanentes de Zonas Extremas; de Vivienda y Desarrollo Urbano; de Agricultura, Silvicultura y Desarrollo Rural; y de Micro, Pequeña y Mediana Empresa (PYME). Formó parte del comité parlamentario del PS.
Por última vez, en las elecciones parlamentarias de 2013 fue reelecta por el distrito 31, por el periodo 2014-2018. Fue integrante de las comisiones permanentes de Familia y Adulto Mayor; Trabajo y Seguridad Social; y Agricultura, Silvicultura y Desarrollo Rural. Siendo presidenta de esta última a partir del 12 de marzo de 2014.
Se desempeñó como segunda vicepresidenta de la Cámara de Diputados, desde el 17 de marzo de 2015 hasta el 22 de marzo de 2016, durante la presidencia del diputado Marco Antonio Núñez y la primera vicepresidencia de Patricio Vallespín López.
En 2017 anunció que no se presentaría a la reelección en el cargo.

## Historial electoral

### Elecciones parlamentarias de 2005
- Elecciones parlamentarias de 2005, para el Distrito 31, Alhué, Curacaví, El Monte, Isla de Maipo, María Pinto, Melipilla, Padre Hurtado, Peñaflor, San Pedro y Talagante[5]

### Elecciones parlamentarias de 2009
- Elecciones parlamentarias de 2009, para el Distrito 31, Alhué, Curacaví, El Monte, Isla de Maipo, María Pinto, Melipilla, Padre Hurtado, Peñaflor, San Pedro y Talagante[6]

### Elecciones parlamentarias de 2013
- Elecciones parlamentarias de 2013, para el Distrito 31, Alhué, Curacaví, El Monte, Isla de Maipo, María Pinto, Melipilla, Padre Hurtado, Peñaflor, San Pedro y Talagante[7]